# Lil Dicky
Lil Dicky, de son vrai nom David Andrew Burd, né le 15 mars 1988 à Cheltenham Township en Pennsylvanie, est un acteur et rappeur américain, spécialisé dans le rap humoristique.

## Biographie
David Andrew Burd grandit dans une famille juive de classe moyenne supérieure à Cheltenham Township dans le comté de Montgomery en Pennsylvanie. Il sort diplômé du lycée Cheltenham, puis de la business school de l'université de Richmond. Après ses études, il déménage à San Francisco, en Californie. Là-bas, il exerce son premier job comme chargé de clientèle pour l'agence de communication Goodby, Silverstein & Partners. Après avoir réalisé un rapport d'avancement mensuel sous la forme d'un clip de rap, la compagnie le promeut dans son département créatif.
Dans une interview accordée à HipHopDX en 2014, Burd confie qu'il a commencé à rapper simplement pour gagner de l'attention en comédie, ainsi, il pourrait écrire ses propres films ou séries télévisées.
Lil Dicky sort, en avril 2013, son premier projet, une mixtape intitulée So Hard — sur laquelle il a commencé à travailler en 2011. La mixtape contient le titre Ex Boyfriend, dont le clip connait un grand succès viral. La chanson raconte le complexe de Lil Dicky face à certains atouts que présente l'ex de sa petite amie, la taille de son sexe en particulier. En novembre 2013, Burd lance une campagne de récolte de fonds Kickstarter, dont il atteint l'objectif fixé de 70 000$ plus tard dans le mois.
Le 31 juillet 2015 sort son premier album studio Professional Rapper. Avec 22 000 exemplaires vendus lors de sa première semaine d'exploitation, l'album se classe à la 7e place du Billboard 200, à la 2e place du Top R&B/Hip-Hop Albums et à la 1re place du Top Rap Albums. Le 17 septembre 2015, Lil Dicky publie le clip de $ave Dat Money dont le concept est de « tourner le clip de rap le plus épique de tous les temps sans dépenser le moindre argent ». Ainsi, Lil Dicky tourne dans une villa, sur un bateau et au volant de voitures de luxe sans frais, en demandant par porte-à-porte.
Lil Dicky est ensuite nommé dans la XXL Freshman Class 2016.
Le 12 avril 2017, il publie le clip de Pillow Talking. Ce clip, d'une durée de dix minutes, a coûté 700 000$ à réaliser, faisant de celui-ci le 49e clip le plus couteux de l'histoire.
En septembre 2017, il sort un EP nommé I'm Brain.
En mars 2018 paraît le clip du titre Freaky Friday, en collaboration avec Chris Brown, dans lequel Lil Dicky et Chris Brown échangent leurs corps. Le concept du clip reprend celle du film Freaky Friday : Dans la peau de ma mère réalisé par Mark Waters. DJ Khaled, Ed Sheeran et Kendall Jenner font une apparition dans le clip.
Le 18 avril 2019, Lil Dicky sort un single nommé Earth, dans lequel il appelle à lutter contre le réchauffement climatique aux côtés d'une multitude de célébrités. Le titre, en partenariat avec la Fondation Leonardo-DiCaprio, devient viral et atteint la 17e place du Billboard Hot 100.
Entre 2020 et 2023, Lil Dicky est la vedette de la série télévisée comique Dave, cocréée par Jeff Schaffer et lui-même.

## Filmographie
- 2020-2023 : Dave : Dave / lui-même (30 épisodes)

## Discographie

### Album studio
- 2015 : Professional Rapper

### Mixtape
- 2013 : So Hard